# Agência de segurança

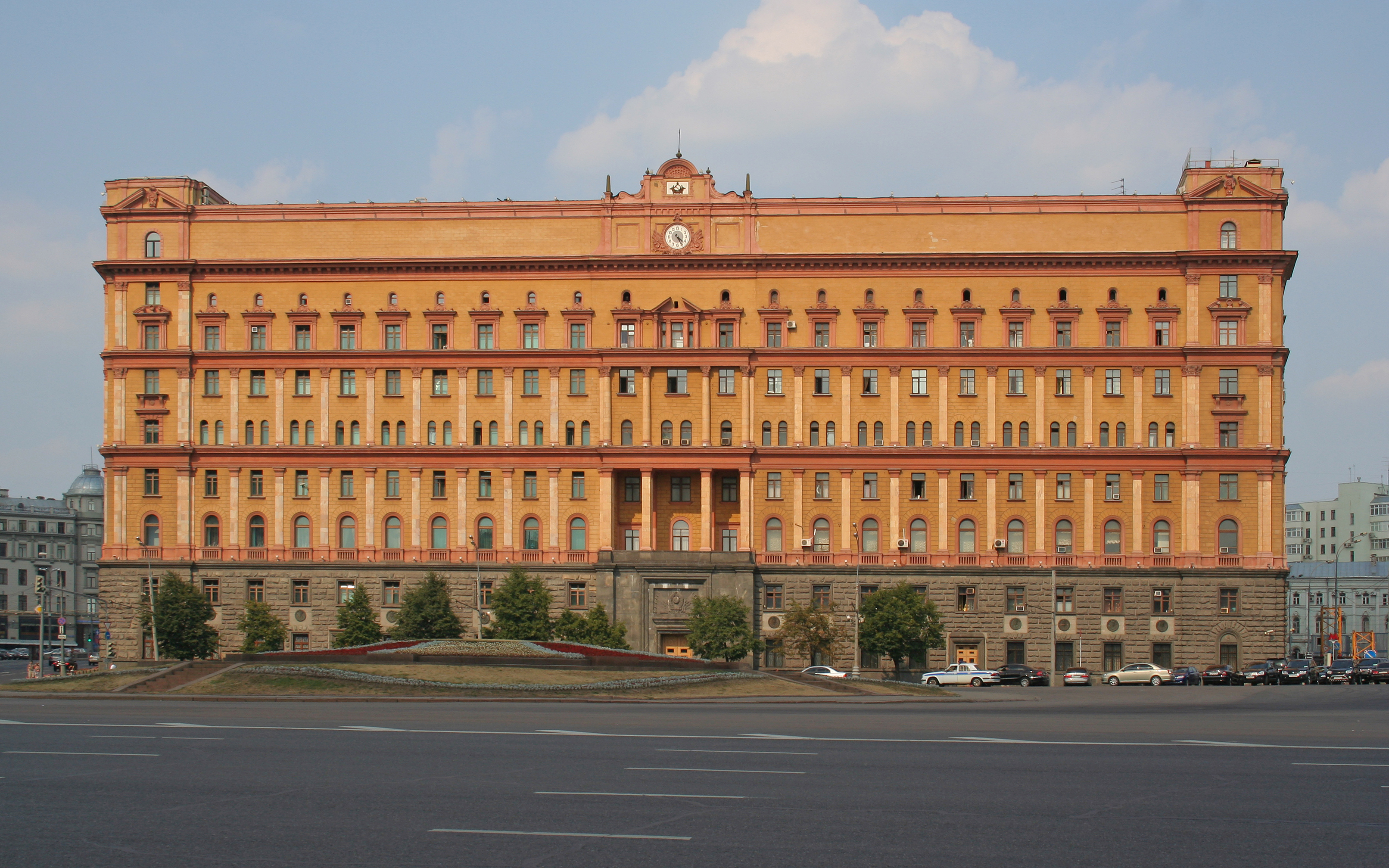
Lubianka, antiga sede da KGB, Agência de Segurança da União Soviética.

Agência de segurança é uma organização que conduz atividades de serviços secretos para a segurança interna de uma nação, de um Estado ou de uma organização. Agências de Segurança são geralmente responsáveis por atividades de contra-inteligência e antiterrorismo.
São os primos de agências dos serviços secretos estrangeiros e podem ser distintas ou ser ao mesmo tempo a polícia nacional. Nos Estados Unidos, o FBI tem uma divisão que serve como agência de segurança, conhecida como National Security Branch, enquanto o resto do FBI serve como uma polícia nacional. Enquanto outras agências de segurança podem servir como um serviço de inteligência estrangeiro ao mesmo tempo, como a KGB soviética. Dependendo do nível de autoritarismo do país, Agências de Segurança também podem servir como Polícias Secretas.

## Agências de Segurança
- Alemanha: Gabinete Federal para a Proteção da Constituição e Escritório de Polícia Criminal Federal
- Austrália: Organização Australiana de Inteligência de Segurança
- Bielorrússia: Agência de Segurança do Estado da República de Bielorrússia
- Brasil: Departamento de Polícia Federal
- Canadá: Serviço Canadense de Inteligência de Segurança
- China: Ministério de Segurança do Estado da China
- Estados Unidos: Departamento Federal de Investigação
- Israel: Shabak
- Portugal: Sistema de Informações da República Portuguesa
- Reino Unido: Serviço de Segurança (MI5)
- Rússia: Serviço Federal de Segurança
- Ucrânia: Serviço de Segurança da Ucrânia